# Jean de Beaumont
Pour les articles homonymes, voir Jean de Beaumont (homonymie) et Beaumont.
Ne doit pas être confondu avec Jean-Olivier de la Bonninière de Beaumont.
Jean Robert Bonnin de La Bonninière de Beaumont, généralement appelé Jean de Beaumont ou le comte de Beaumont, est un tireur sportif, homme d'affaires et homme politique français, né le 13 janvier 1904 à Paris et mort le 12 juin 2002 à Neuilly-sur-Seine.

## Biographie
Petit-fils du chirurgien le baron Dupuytren, il intègre l'École libre des sciences politiques après des études secondaires à l'École des Roches à Verneuil-sur-Avre.
Il épouse en 1928, Paule de Rivaud de La Raffinière, dont il a trois enfants : Jacqueline, vicomtesse puis comtesse de Ribes (née en 1929), Monique (née en 1930) et Marc (né en 1934).

### La vie politique
Journaliste de 1934 à 1936, il est proche des frères Rivaud, fondateurs de la banque du même nom dont la prospérité est issue de l'exploitation de plantations d'hévéas et de palmiers à huile en Indochine, en Indonésie puis en Malaisie. Il épouse le 15 mai 1928 Paule de Rivaud de la Raffinière, fille d'Olivier de Rivaud, dont il a trois enfants : Jacqueline, comtesse de Ribes, Monique et Marc. Les frères Rivaud, toujours en quête d'appuis dans le monde politique, le font élire député de la Cochinchine française lors des élections législatives de 1936, qui voient la victoire de la coalition de Rassemblement populaire. À la Chambre des députés, le comte de Beaumont choisit de ne rejoindre aucun groupe parlementaire afin de ménager les susceptibilités. Le 10 juillet 1940, il vote en faveur de la remise des pleins pouvoirs au maréchal Pétain. Il est brièvement emprisonné lors de la Libération pour sa fréquentation de certains militaires allemands et ne reprend pas ses activités parlementaires pour se consacrer exclusivement aux affaires puis au monde sportif.

### La vie mondaine et financière

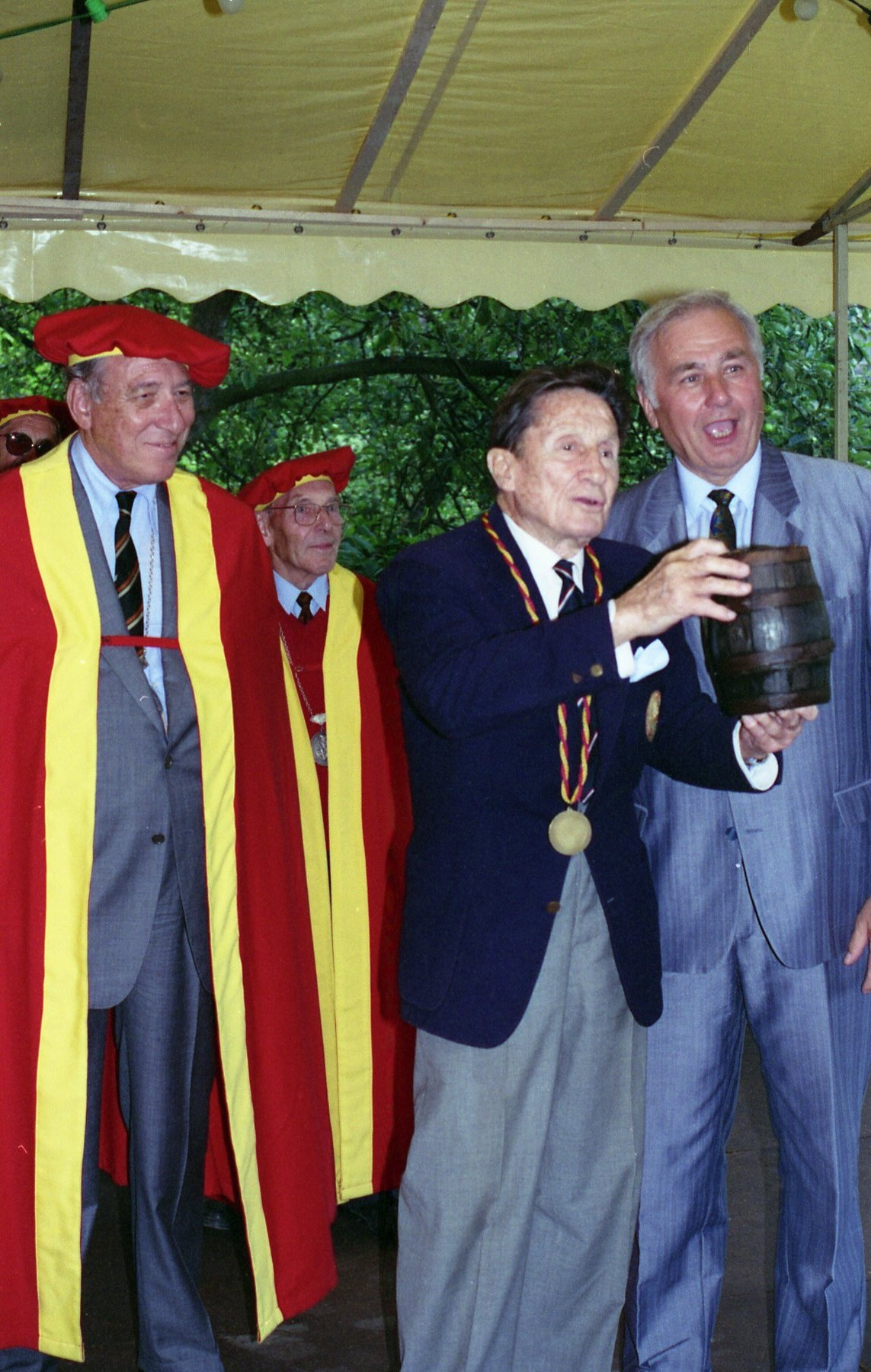
A 89 ans, en Alsace (au centre).

Après-guerre, il est président-directeur général de Sennah Rubber Company Ltd (1947), de la Société financière des caoutchoucs, du Groupe de constructions navales (1975), président (1957-70) puis président d'honneur de la Compagnie du Cambodge, président d'honneur (1975) de la Banque Rivaud, président puis président d'honneur des Plantations de terres rouges, de la Société de culture bananière et de la Forestière équatoriale du Cameroun, vice-président de la Compagnie des caoutchoucs de Padang, de la Société industrielle et financière de l'Artois, de la Société africaine, forestière et agricole.
Très opportunément, il propose à de célèbres résistants de rejoindre ses conseils d'administration, à l'image du futur président du conseil Maurice Bourgès-Maunoury. S'il abandonne la vie parlementaire, il continue en revanche à cultiver ses amitiés avec le monde politique, organisant parties de chasse et réunions mondaines dans lesquelles figure le Tout-Paris de la politique (comme Valéry Giscard d'Estaing), et au-delà, des personnalités comme le roi du Maroc. La banque Rivaud, dont il cède la direction à son gendre Édouard de Ribes dans les années 1990, est réputée proche successivement du Rassemblement pour la République puis de l'Union pour un mouvement populaire. Elle est aujourd'hui contrôlée par Vincent Bolloré.
Il possède de nombreuses résidences notamment en Corse à Saint-Florent ainsi qu'un relais de chasse en Alsace, où il reçoit des personnalités mondaines et politiques.

### Le sport et l'olympisme
Jean de Beaumont est un sportif de haut niveau qui participe au concours de tir des Jeux olympiques d'été de 1924 et termine par ailleurs vice-champion du monde et 3e aux championnats d'Europe de fosse olympique organisés en 1934 (à Budapest).
Élu à la présidence du Comité olympique français en 1967, il y succède à l'escrimeur Armand Massard. Il lui revient dès son élection de présider aux côtés du général de Gaulle les festivités des Jeux olympiques d'hiver de 1968, qui se tiennent Grenoble du 6 au 18 février. Il est le dernier président de cet organisme, qui fusionne en 1972 avec le Comité national des sports pour donner naissance au Comité national olympique et sportif français, dont Claude Collard devient premier président. Il est membre et vice-président du Comité international olympique de 1970 à 1974.

## Autres fonctions
Il est membre du Jockey Club, du club des explorateurs, du club des gentlemen-riders et il préside le Cercle de l'Union Interalliée de 1975 à 1999.

## Œuvres
Outre de nombreux articles économiques et politiques, il publie trois ouvrages chez Julliard :
- Adieu Focolara (1959)
- Pas ce soir (1965)
- Au hasard de la chance (1987)

## Distinctions
- Commandeur de la Légion d'honneur
- Médaille d'honneur de l'éducation physique et des sports, échelon or (1953)[2]

Titulaire de diverses décorations étrangères.